# 索阿雷·斯泰里安
索阿雷·斯泰里安（羅馬尼亞語：Soare Sterian，1906年—？），罗马尼亚男子橄榄球运动员。他曾代表罗马尼亚国家队参加1924年夏季奥林匹克运动会橄榄球比赛，获得一枚铜牌。